# Acaciella
Acaciella és un gènere de plantes dins la família fabàcia. Consta de 21 espècies.
És un gènere neotropical i el seu centre de diversificació és la costa del Pacífic mexicana.

## Espècies seleccionades
- Acaciella angustissima (abans: Acacia angustissima)
  - Acaciella angustissima var. angustissima  (abans: Acacia angustissima var. angustissima)
  - Acaciella angustissima var. filicoides (abans: Acacia angustissima var. filicioides)
  - Acaciella angustissima var. texensis (abans: Acacia angustissima var. texensis)
- Acaciella barrancana (abans: Acacia barrancana)
- Acaciella bicolor (abans: Acacia bicolor)
- Acaciella chamelensis (abans: Acacia chamelensis)
- Acaciella glauca (abans: Acacia glauca)
- Acaciella goldmanii (abans: Acacia goldmanii)
- Acaciella hartwegii (abans: Acacia hartwegii)
- Acaciella igualensis (abans: Acacia igualensis)
- Acaciella lemmonii (abans: Acacia angustissima subsp. lemmonii)
- Acaciella painteri
  - Acaciella painteri var. houghii (abans: Acaciella houghii)
  - Acaciella painteri var. painteri (abans: Acacia painteri)
- Acaciella rosei (abans: Acacia rosei)
- Acaciella sotoi
- Acaciella sousae (abans: Acacia sousae)
- Acaciella tequilana
  - Acaciella tequilana var. crinita (abans: Acaciella crinita)
  - Acaciella tequilana var. pubifoliolata
  - Acaciella tequilana var. tequilana (abans: Acacia tequilana)
- Acaciella villosa (abans: Acacia villosa)